# Johannes Jacobskötter
Johannes Karl Wilhelm Jacobskötter (* 27. Juli 1839 in Erfurt; † 24. Januar 1911 ebenda) war ein deutscher Schneidermeister und Mitglied des Deutschen Reichstags.

## Leben
Johannes Jacobskötter besuchte die lutherische Gemeindeschule und erlernte das Schneiderhandwerk von 1853 bis 1856. Er arbeitete als Geselle bis 1866 und diente beim 10. und 50. Infanterie-Regiment vom 1. November 1861 bis Ende 1864. Seit Januar 1866 war er selbständig und hatte ein Schneidergeschäft mit 20 Leuten und 12 Maschinen, das er bis 1902 leitete.
Seit 1. Januar 1883 war er Stadtverordneter, seit 1. Januar 1885 Vorsitzender des Aufsichtsrats der Erfurter Vorschußbank sowie seit 1886 Obermeister der Schneider-Innung. Politisch trug er dazu bei, dass antisemitische Positionen 1892 ins Programm der Deutschkonservativen Partei aufgenommen wurden.
Von 1893 bis 1903 war er Mitglied des Deutschen Reichstags für den Wahlkreis Regierungsbezirk Erfurt 4 (Erfurt – Schleusingen – Ziegenrück) und die Deutschkonservative Partei. Zwischen 1904 und 1908 war er auch Mitglied des Preußischen Abgeordnetenhauses.